# NGC 3938
NGC 3938是一個在天球上位於大熊座的無棒螺旋星系。該星系於1788年2月6日由威廉·赫歇爾發現。 

## 概要
NGC 3938是大熊座南星系群中最明亮的螺旋星系之一，直徑約6.7萬光年，距離地球約4300萬光年。NGC 3938被分類為哈伯序列的Sc型星系，這型星系的旋臂鬆散纏繞，並且中心核球體積較小，光度較低。本型星系的旋臂內擁有許多电离氢区，並且位置更為接近核心。

## 超新星
NGC 3938內已經觀測到兩顆超新星。SN 2005ay是在2005年3月27日發現的II型超新星，最高亮度15.6等。SN 2017ein則是發現於2017年5月25日的Ic超新星，亮度峰值為14.9等

## 圖集

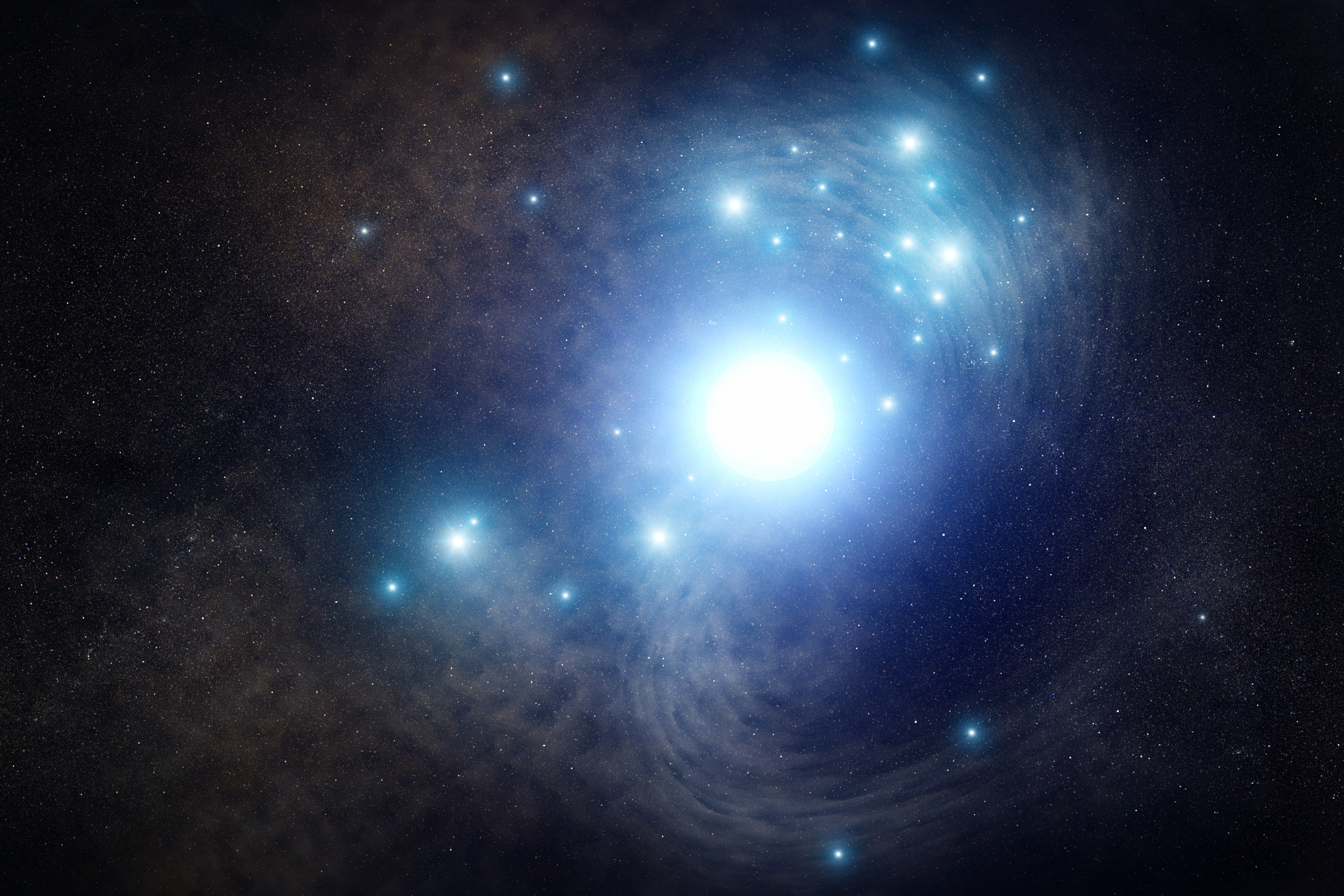
NGC 3938內Ic型超新星前身星想像圖[7]。
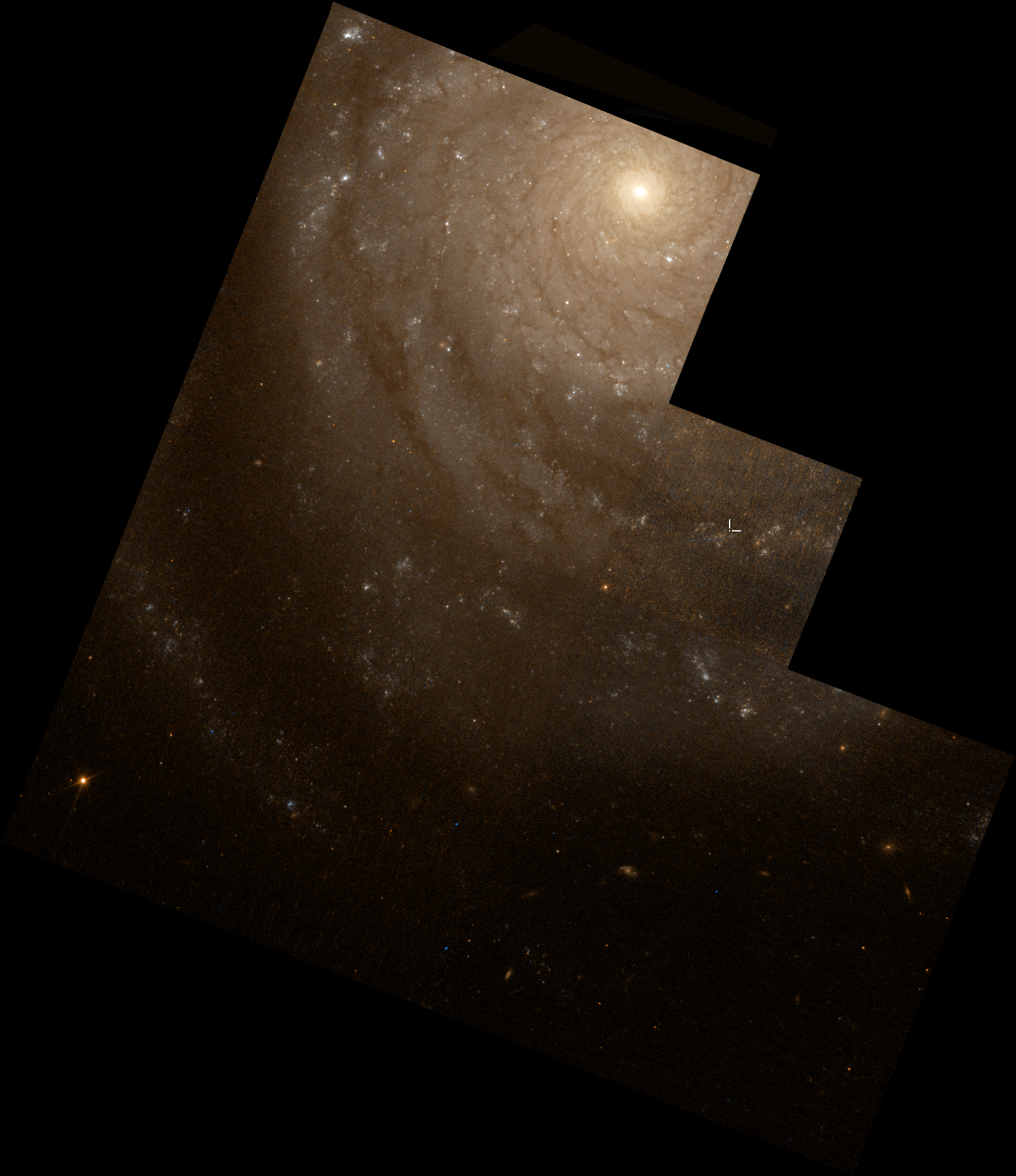
哈伯太空望遠鏡拍攝螺旋星系NGC 3938。本圖標示了超新星SN 2005ay遺跡位置。
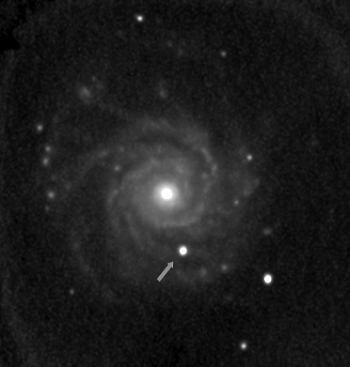
NGC 3938與內部的超新星SN 2005ay。